# Straßenbahn Wien Type D (2017)
Die Type D der Straßenbahn Wien sind niederflurige Straßenbahnwagen von Alstom (bis 2021 Bombardier Transportation). Als Mitglied der Flexity-Familie erhielten die Fahrzeuge herstellerseitig die Bezeichnung Flexity Wien.

## Allgemeines

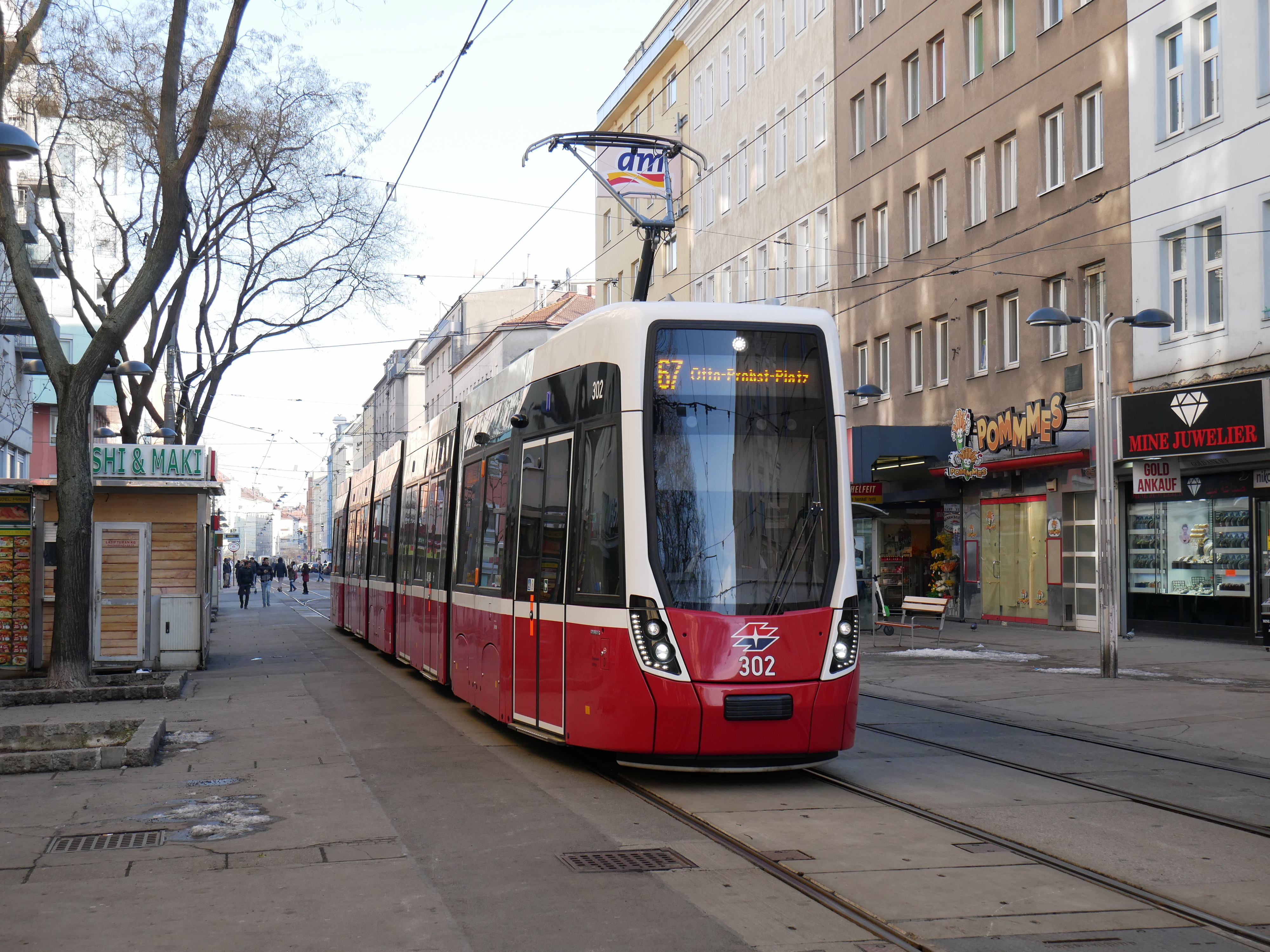
Flexity D 302 kurz nach der Inbetriebnahme im Jänner 2019.

Im Herbst 2013 schrieben die Wiener Linien die Beschaffung der nächsten Fahrzeuggeneration neu aus. Ende 2014 wurde dann die Beschaffung von 119 Einheiten des Grundtyps Bombardier Flexity bekanntgegeben. Die Inbetriebnahme soll in den Jahren 2018 bis 2026 erfolgen. Der Vertrag umfasst auch einen Wartungsvertrag und eine Option auf weitere 37 Einheiten, von welchen 27 Stück im Jahr 2024 bestellt wurden. Der Vergabe vorangegangen war eine erfolglose Beschwerde der unterlegenen Firma Siemens gegen die Entscheidung beim Verwaltungsgericht Wien. Intern trägt die Baureihe Flexity Wien die Typenbezeichnung „D“.

## Aufbau
Die auf dem Typ Adtranz Incentro basierenden Straßenbahnwagen sind fünfteilige Multigelenkwagen in Einrichtungsbauart. Einige Bauteile, beispielsweise die Dachgelenke, entsprechen dem Flexity 2. Sie werden in einer einheitlichen Länge von 34 Metern gebaut und weisen sechs Doppeltüren auf – eine weniger als die Langversion des zuletzt beschafften Typs ULF. Um ebenerdiges Einsteigen zu garantieren, beträgt die Einstiegshöhe eines 211 Personen fassenden Triebwagens 215 Millimeter. Der Höhenunterschied zum ca. 350 mm hohen Boden im Laufwerksbereich wird mittels Rampen überwunden, die Neigungen von maximal 7 % aufweisen. Die Gangbreite im Bereich der Laufwerke beträgt 610 mm. Die Laufwerke selbst entsprechend weitgehend den vom Incentro abstammenden des Flexity Berlin, sind jedoch aufgrund der höheren zulässigen Achslast (11 t statt 10,2 t) verstärkt ausgeführt. Sie sind mit einer Anlenkkonstruktion um bis zu 2,5° gegenüber den Wagenkästen ausdrehbar. Die unabgefederte Masse pro angetriebenem Losradsatz beträgt ungefähr 2 t. Wegen des mit 21 % im Vergleich zu den Typen E2 und ULF geringeren Sitzplatzanteils wurden die Flexity kritisiert.

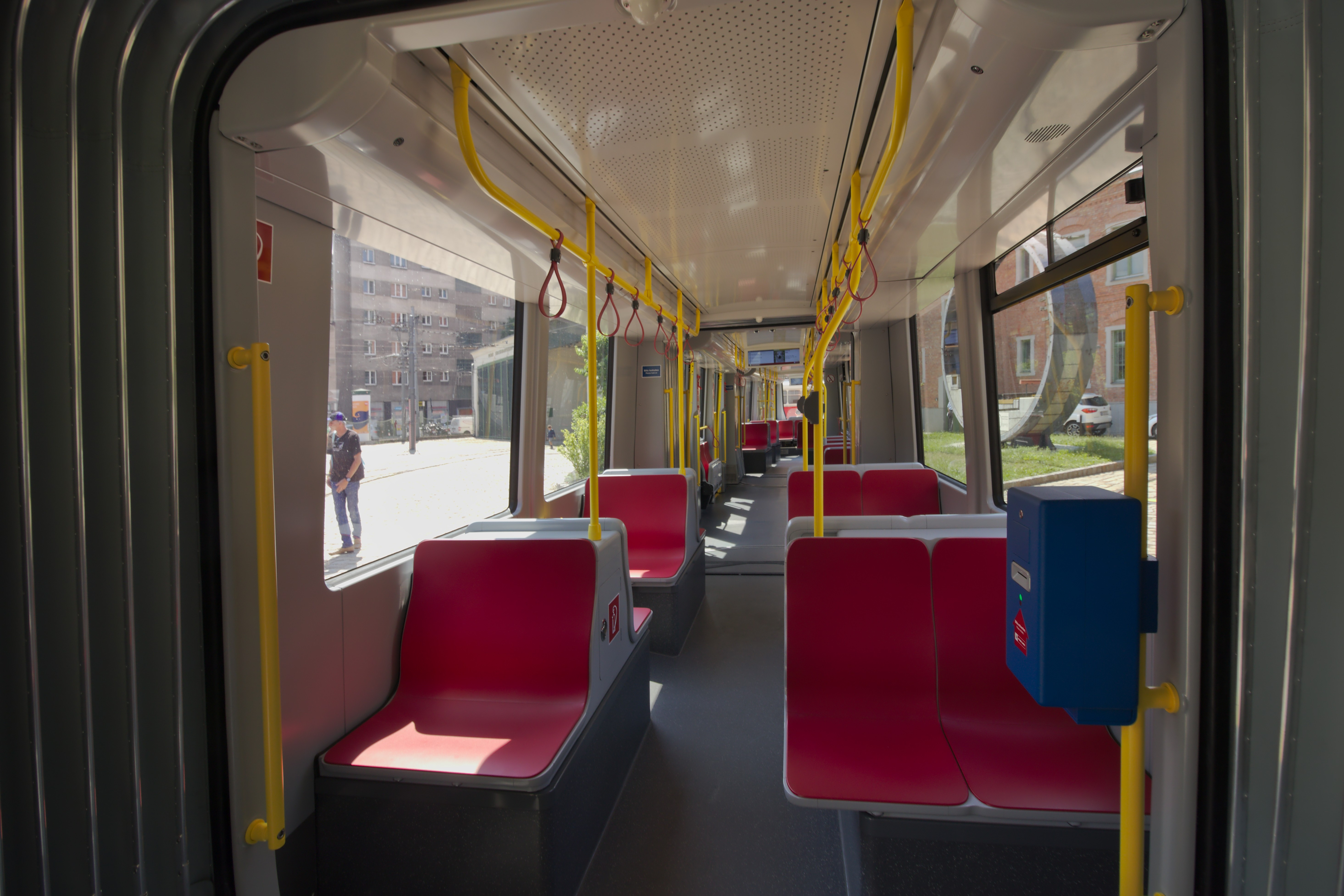
Fahrgastraum
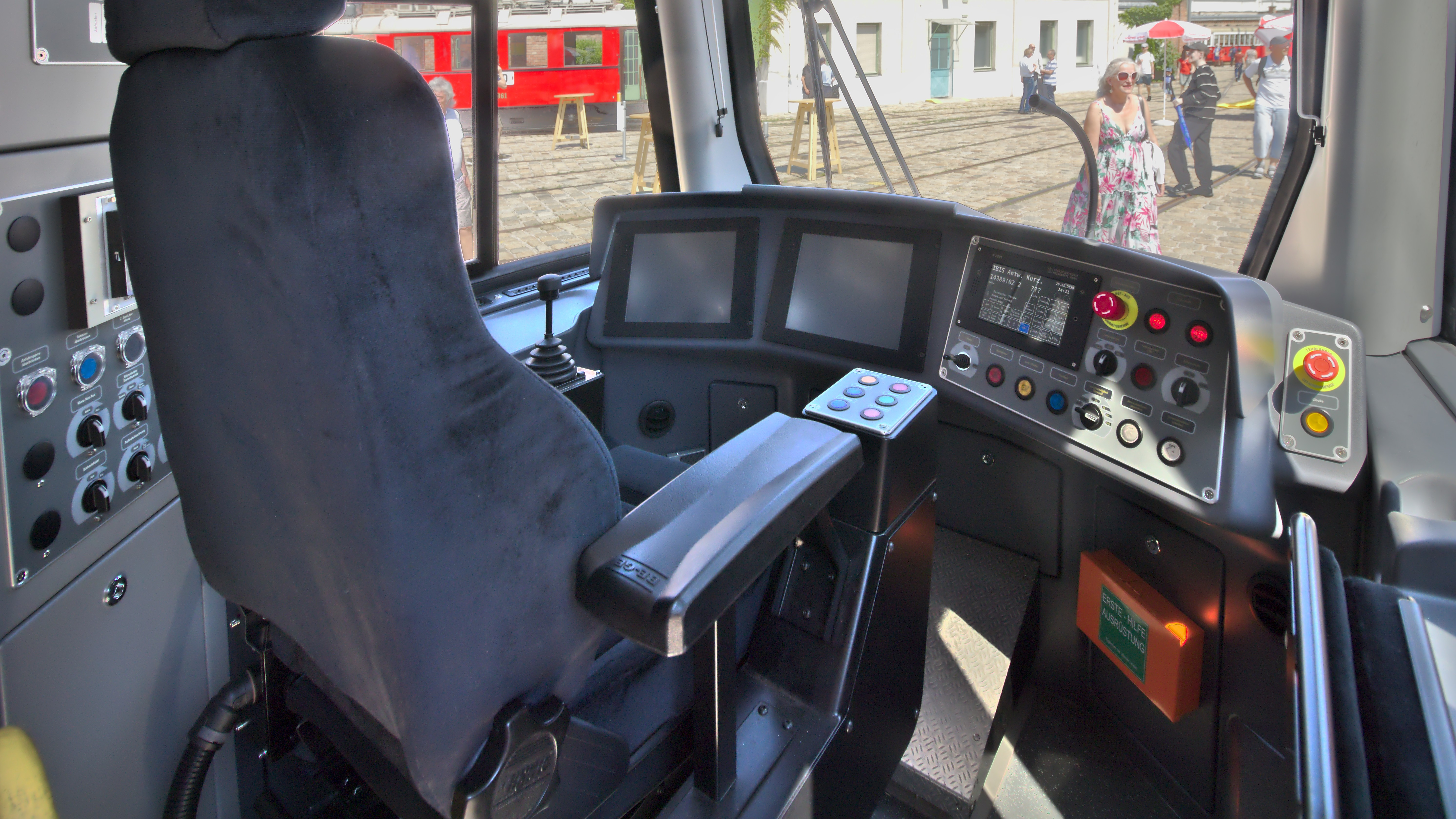
Führerstand

## Betrieb

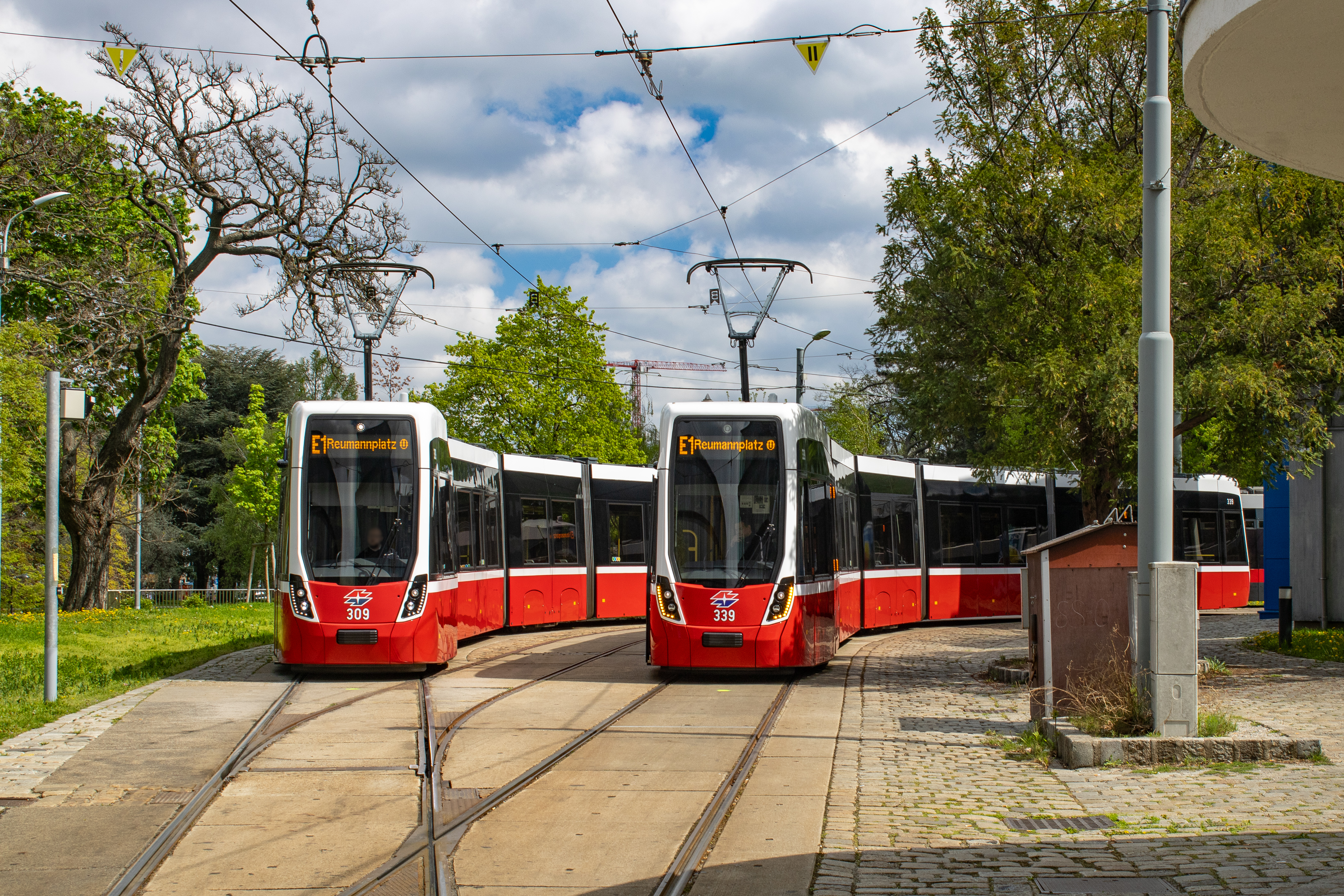
Zwei Flexity-Garnituren als Linie E1

Die im Werk Wien gefertigten Gelenkwagen werden seit Ende 2017 an die Wiener Linien übergeben, der erste Zug war zwischen Dezember 2018 und August 2019 vom Betriebsbahnhof Favoriten aus auf der Linie 67 im Einsatz. Seit September 2019 wurden die bis dahin abgenommenen fünf Züge auf der Linie 6 eingesetzt. Bis Ende 2019 hätten nach ursprünglicher Planung 16 Fahrzeuge in Betrieb sein sollen, tatsächlich waren sieben fertig und sechs in Betrieb. Seit 7. September 2020 wird ein Teil der Ausläufe der Linie 11 (faktischer Nachfolger der Linie 67) mit Flexitys bestritten. Seit 6. April 2021 werden die Garnituren des Types Flexity auch auf der Wiener Ringstraße als Linie 71 eingesetzt – seit 14. Februar 2022 außerdem auf dem Gürtel als Linie 18. Seit dem 5. September 2022 werden Flexitys im Betriebsbahnhof Rudolfsheim stationiert, aber sie wurden vorerst nur auf der Straßenbahnlinie 18 eingesetzt, weil die Züge dieser Linie von den Betriebsbahnhöfen Favoriten und Rudolfsheim gestellt werden. Seit 9. Jänner 2023 werden 6 Flexity-Garnituren auf der Straßenbahnlinie 60 eingesetzt. Seit 3. Juli 2023 wird die Linie 49 teilweise mit Flexitys betrieben. Der Auslauf der Linie 46 wird seit 4. September 2023 ausschließlich mit Flexitys bestritten. 
Ende 2024 waren 94 Garnituren im Einsatz.
Am 24. Februar 2025 kam die Type D auch auf der Linie 52 zum Einsatz, die zu diesem Zeitpunkt wegen baustellbedingter Teilsperre der Linie 49 bis zum Ring verlängert wurde. Seit April 2025 wurde die Flexity bei der Linie D eingesetzt.

### Probleme im März 2020
Im März 2020 waren sämtliche Flexity-Einheiten abgestellt. Als Grund wurden von den Wiener Linien „Unregelmäßigkeiten bei den Antrieben“ genannt. Nach Nachbesserungen durch Bombardier waren bereits sechs Tage nach der Abstellung wieder drei der zu diesem Zeitpunkt sieben in Betrieb genommenen Flexitys wieder im Netz unterwegs.

## Bestellung aus Graz

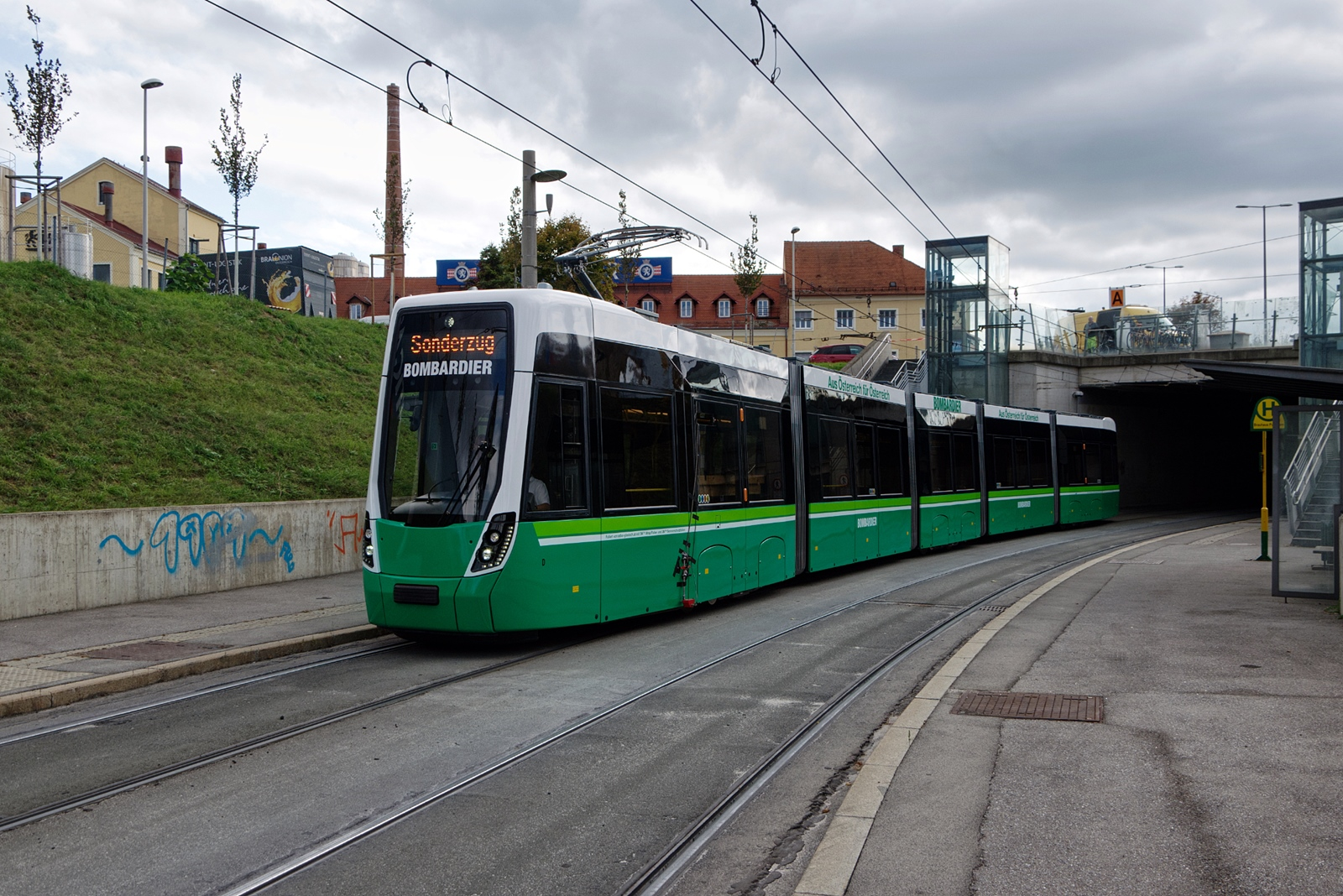
Triebwagen 306 nach den ersten Bremsproben in der Haltestelle Brauhaus Puntigam

Am 15. Oktober 2019 wurde der Triebwagen 306 für Testfahrten im Netz der Graz Linien nach Graz transportiert. Auf Grundlage dieser und weiterer Testfahrten mit Münchner Avenios wurde die nächste Fahrzeuggeneration für die Straßenbahn Graz ausgeschrieben. Dazu wurde das Fahrzeug von Bombardier mit grünen Folien und den Werbesprüchen „I man i tram - a neicha Cityrunner fia Graz“ und „Aus Österreich für Österreich“ beklebt. Im Mai 2023 gaben die Grazer Linien 15 Straßenbahnwagen dieser Bauart bei Alstom in Auftrag. Ende 2024 wurden 10 weitere Fahrzeuge nachbestellt, was einen Auftrag von insgesamt 25 Garnituren ausmacht.